# Lista över insjöar i Arjeplogs kommun
Detta är en lista över sjöar i Arjeplogs kommun baserad på sjöns utloppskoordinat. Listan är av tekniska skäl uppdelad på flera listor. 

## Listor
- Lista över insjöar i Arjeplogs kommun (1–1000)
- Lista över insjöar i Arjeplogs kommun (1001–2000)
- Lista över insjöar i Arjeplogs kommun (2001–3000)
- Lista över insjöar i Arjeplogs kommun (3001–4000)
- Lista över insjöar i Arjeplogs kommun (4001–5000)
- Lista över insjöar i Arjeplogs kommun (5001–6000)
- Lista över insjöar i Arjeplogs kommun (6001–7000)
- Lista över insjöar i Arjeplogs kommun (7001–8000)
- Lista över insjöar i Arjeplogs kommun (8001–)